# 音部
音部（）は、漢字を部首により分類したグループの一つ。
康熙字典214部首では180番目に置かれる（9画の5番目、戌集の14番目）。

## 概要
その字形は「言」の「口」の中に「一」を含んだ会意文字あるいは指事文字である。
偏旁の意符としては音に関することを示す。音部はこのような意符を構成要素に持つ漢字を収める。

## 音
「音」字は音を意味する。「聲（声）」字とほぼ同義であるが、対照的に扱われる場合、「音」は楽器の音、「聲」は人の発声器官から発せられる音を意味する。このため『説文解字』に宮・商・角・徴・羽（五声）や絲・竹・金・石・匏・土・革・木（八音）が例として挙げられている。

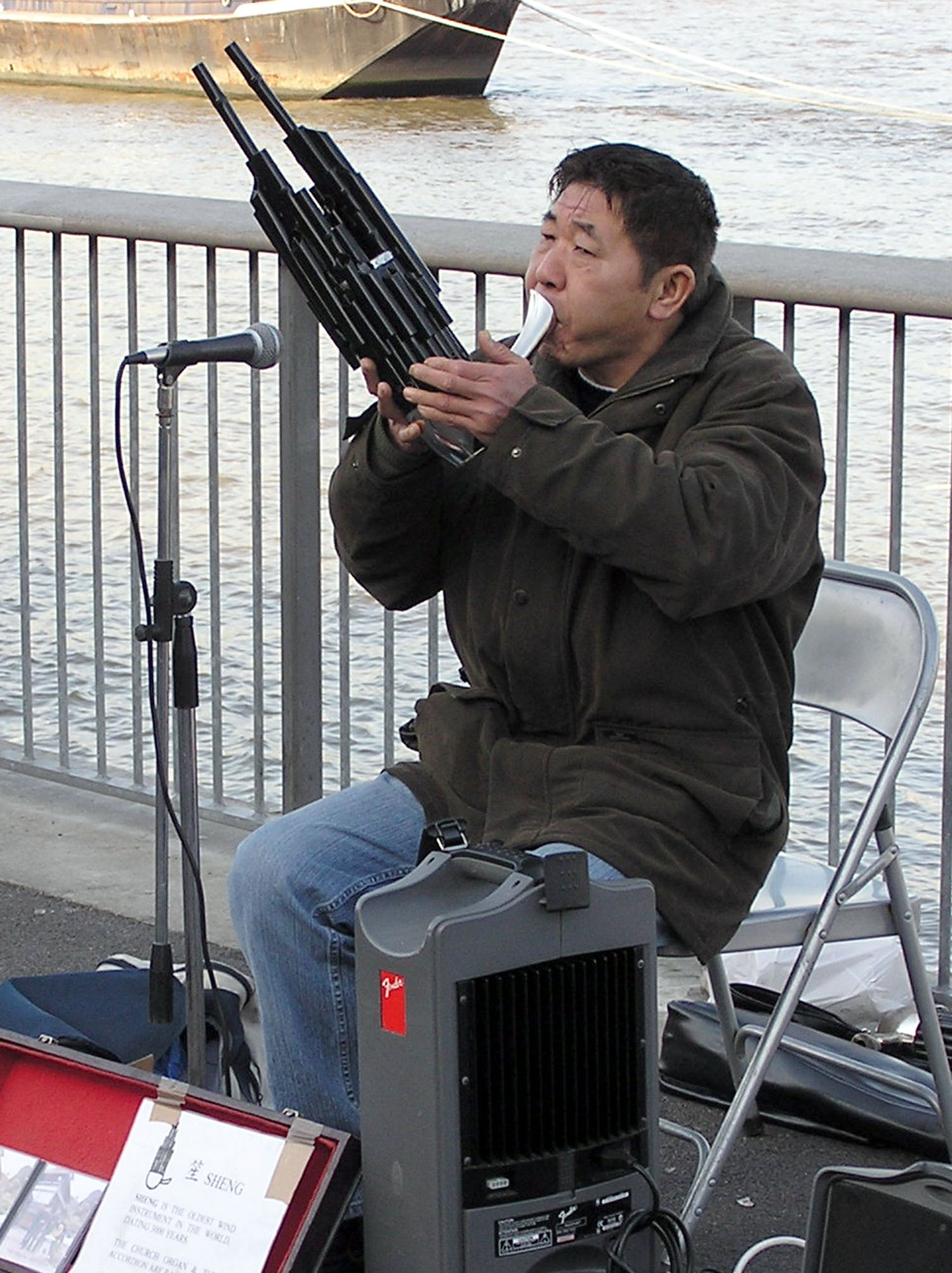
笙(八音の一つである「匏」)

なお現代中国語では「聲音（声音）」二字で音の意味を表す。この古代中国語における区別は日本の漢字使用において保存されている。また「音」字は人間が発する言語音を表すことがあるが、子音を分類する場合に牙音・舌音・唇音・歯音・喉音という五音が使われる。また発音や訛の意味に使われ、秦音というように地域名を冠してその地域の発音を表すのは、日本漢字音において漢音や呉音といった呼び方にも残されている。その他、音信や誉れといった意味もある。

## 字体のデザイン差
「音」字はその1画目に地域によって差異がある。「音」字は「言」字のバリエーションなので「言」同様、『康熙字典』は1画目を短い横画とし、中国の新字形・台湾の国字標準字体・香港の常用字字形表は1画目を点としている。
日本の新字体では「言」字と共通しておらず、「言」が短い横画であるのに対し、「音」は短い縦画を採用している。表外漢字においては例えば「闇」などを見ると、例字字形欄には縦画のものが掲載されており、備考でデザイン差と位置付けられた別字形があることが示されているのみである。このため一般的な使用状況から言えば、表外漢字も縦画を用い、康熙字典の横画にはあまり従っていないようである。

## 部首の通称
- 日本：おと・おとへん
- 韓国：소리음부（sori eum bu、おとの音部）
- 英米：Radical sound

## 部首字
音
- 中古音
  - 広韻 - 於金切、侵韻、平声
  - 詩韻 - 侵韻、平声
  - 三十六字母 - 影母
- 現代音
  - 普通話 - ピンイン：yīn 注音：ㄧㄣ ウェード式：yin1
  - 広東語 - Jyutping:jam1 イェール式:yam1
- 日本語 - 音：イン（イム）（漢音）・オン（オム）（呉音） 訓：おと・ね
- 朝鮮語 - 音：음(eum) 訓：소리（sori、おと）

## 例字
- 音
  - 4:韵、5:韶、10:韻、12:響（響11・響13）